# Гертвиг, Оскар
Оскар Вильгельм Август Ге́ртвиг (нем. Oscar Wilhelm August Hertwig; 21 апреля 1849, Фридберг — 25 октября 1922, Берлин) — немецкий зоолог и профессор. Критиковал теорию эволюции в 1916 году, более 55 лет после выхода книги Чарльза Дарвина «Происхождение видов». В 1903 году Гертвиг избран членом Шведской королевской академии наук.

## Биография
Оскар Гертвиг родился в семье богатого купца во Фридберге. Вскоре после его рождения семья переехала в Мюльхаузен в Тюрингии, где Оскар и его младший брат Рихард получили обучение в средней школе. После окончания школы в 1868 году братья поступили в Йенский университет.

## Братья Гертвиги
Оскар был старшим братом зоолога Рихарда Гертвига (1850—1937). Вместе они стали самыми известными учениками Эрнста Геккеля и Карла Гегенбаура во время их преподавания в Йене. Не принимая философские спекуляции Геккеля, они, тем не менее, использовали его идеи для расширения своих зоологических представлений. Первые их исследования в 1879—1883 годах были эмбриологическими, их проблематика базировалась на биогенетическом законе. В 1881 году братья Гервиги опубликовали обширный труд по теории целома.
Через 10 лет братья разъехались на север и юг Германии. В 1888 году Оскар стал профессором анатомии в Берлине, а Рихард в 1885—1925 годах занимал должность профессора зоологии в Мюнхенском университете.

## Вклад в науку
Оскар Гертвиг был ведущим в области сравнительной и каузальной биологии развития, а также написал ведущий учебник в этой области. На материале морских ежей он впервые описал процесс слияния ядер при оплодотворении яйцеклетки, изучил роль клеточного ядра в наследовании и явление мейотической редукции. Одновременно с исследованиями в области биологии развития, Гертвиг выступал против теории Чарльза Дарвина. Наиболее значительная его публикация в этой области стала книга 1916 года «Das Werden der Organismen, eine Widerlegung der Darwinschen Zufallslehre» («Происхождение организмов, опровержение теории случайности Дарвина»).